# Tiffany Trump
Tiffany Ariana Trump (født  13. oktober 1993 i New York) er en amerikansk model og sanger, og hun er datter af den nuværende præsident, Donald Trump.

## Barndom og uddannelse
Tiffany blev født 13. oktober 1993 i New York. Hun er det eneste barn i forholdet mellem Donald Trump og Marla Maples. Tiffany voksede op hos sin mor i Californien, hvor hun boede indtil hun afsluttede high school. Hun studerede ved Viewpoint School i Calabasas Hun studerede i 2016 ved University of Pennsylvania, både sociologi og byplanlægning.Derefter tog hun juraeksamen ved George Washington University i 2020.

## Karriere

### Musik og mode
Mens Tiffany studerede på University of Pennsylvania, udgav hun sin single "Like a Bird" i 2014. Senere i et interview med Oprah Winfrey tilkendegav hun, at hun overvejede at gøre hendes musikkarriere til en professionel karriere. Hun arbejdede som praktikant hos modemagasinet Vogue og blev i 2016 model på et modeshow af Andrew Warren under New York Fashion Week.

### Sociale medier
Trump er aktiv på Instagram, hvor hun i 2016 havde flere end 100.000 følgere. Hun var også en del af en gruppe med andre kendte arvinger, herunder Kyra Kennedy, datter af Robert F. Kennedy Jr., Gaïa Matisse, oldebarn af kunstneren Henri Matisse, og EJ Johnson.

## Personlige liv
Ifølge Trump selv er hun registreret i Pennsylvania som Republikaner. Under det Amerikanske præsidentvalg i 2016, hvor hendes far vandt den republikanske valgkamp, optrådte hun sammen med andre medlemmer af familien i kampagne-aktiviteter. Under den republikanske konvention var hun en af talerne på den anden aften.